# Фурминт
Фурминт — венгерский сорт белого винограда, используемый для изготовления белых вин, в частности токайских. Из Венгрии распространился в бывших республиках СССР, Румынии, Сербии, Италии.
Согласно проведённому анализу ДНК этот сорт возник в результате скрещивания гуннского винограда с практически вышедшим из употребления сортом альба-импутотато. По документам известен с 1571 года. Предположительно является предком другого популярного в Токае сорта — харшлевелю (липовина). В конце XVIII века служил основой для большинства токайских вин.
Сейчас Фурминт занимает более половины площадей виноградников Токая и играет ведущую роль в ассамбляже токайских вин наряду с харшлевелю и мускатом. C 2017 года отмечается Международный день сорта Фурминт — 1 февраля.
Сила роста лозы средняя. Лист средний или крупный, клинообразный, пятилопастный, реже трехлопастные. Нижняя поверхность листа покрыта опушением. Гроздь средняя, цилиндрическая. Ягоды средней величины, округлые, имеет желтовато-зелёную кожицу. Урожайность этого сорта винограда сильно зависит от условий (склонен к опаданию завязей и ягод). Относится к сортам позднего периода созревания. Сорт неустойчив ко многим заболеваниям (оидиум, бактериальный рак, серая гниль) и вредителям (филлоксера, гроздевая листовёртка).
Синонимы: Токайский, Граса де Котнарь, Токай крупный, Поама грасса, Фурминт золотой, Сипон, Мослер и др.